# Stacja Narciarska Kaniówka w Białce Tatrzańskiej
Stacja Narciarska Kaniówka w Białce Tatrzańskiej – kompleks tras narciarskich położony w Białce Tatrzańskiej w gminie Bukowina Tatrzańska na wschodnim zboczu Horników Wierchu (926 m n.p.m.).
Ośrodek ten jest jednym z trzech sąsiadujących ze sobą ośrodków (pozostałe to: Ośrodek Narciarski Kotelnica Białczańska i Wyciągi Narciarskie Bania w Białce Tatrzańskiej). Ośrodki te znajdują się na wschodnich zboczach grzbietu górskiego (od północy w kierunku południowym): Kotelnica – Wysoki Wierch – Horników Wierch. Wszystkie wyciągi w tych 3 ośrodkach (wraz z 2 innymi ośrodkami, pozostałe to: Stacja Narciarska Jurgów i Ośrodek Narciarski Czorsztyn-Ski w Kluszkowcach) objęte są wspólnym systemem karnetów, tzw. „Tatra Ski”.

## Wyciągi
W skład Stacji Narciarskiej Kaniówka w Białce Tatrzańskiej wchodzą (numery zaczynają się od VII i 8, ponieważ wyciągi objęte są wspólną numeracją z ośrodkami Bania i Kotelnica):
| Nazwa          | Rodzaj      | Producent | Szero- kość (osób) | Długość (m) | Czas wjazdu (min) | Prze- wyż- sze- nie (m) | Prze- pus- to- wość (osób/ godz.) | Stacja górna | Stacja górna          | Stacja dolna | Stacja dolna          | Uwagi                                                              |
| Nazwa          | Rodzaj      | Producent | Szero- kość (osób) | Długość (m) | Czas wjazdu (min) | Prze- wyż- sze- nie (m) | Prze- pus- to- wość (osób/ godz.) | lokalizacja  | wyso- kość (m n.p.m.) | lokalizacja  | wyso- kość (m n.p.m.) | Uwagi                                                              |
| -------------- | ----------- | --------- | ------------------ | ----------- | ----------------- | ----------------------- | --------------------------------- | ------------ | --------------------- | ------------ | --------------------- | ------------------------------------------------------------------ |
| VII (Kaniówka) | krzesełkowy |           | 4                  | 450         | 3 minuty          | 90                      | 2200                              |              |                       |              |                       | wyposażony w system KID-STOP, oddany do użytku w sezonie 2012/2013 |
| 8              | talerzyk    |           | 1                  | 430         |                   | 90                      | 720                               |              |                       |              |                       |                                                                    |
| 9              | talerzyk    |           | 1                  | 190         |                   | 25                      | 900                               |              |                       |              |                       |                                                                    |
| 10             | talerzyk    |           | 1                  | 120         |                   | 20                      | 800                               |              |                       |              |                       |                                                                    |
| 11             | wyrwirączka |           | 1                  | 65          |                   | 5                       |                                   |              |                       |              |                       |                                                                    |

Łączna przepustowość wyciągów Kaniówki to 4620 osób na godzinę, a przepustowość całego kompleksu 3 ośrodków – około 20 tysięcy osób na godzinę. Wzdłuż każdego z wyciągów istnieje trasa zjazdowa:
- wzdłuż wyciągu krzesełkowego Kaniówka – trasa K2 (niebieska)
- wzdłuż wyciągu orczykowego 8 – trasa K1 (niebieska)
- wzdłuż wyciągów orczykowych 9 i 10 – trasa K3 (zielona)
- wzdłuż wyciągu bezpodporowego 11 – trasa K4 (dla dzieci, zielona).

Stacja jest członkiem Stowarzyszenia Polskie stacje narciarskie i turystyczne.
Rozważane jest połączenie kompleksu Kotelnica–Bania–Kaniówka z kompleksami nieodległej Bukowiny Tatrzańskiej.

## Pozostała infrastruktura
Na terenie ośrodka dostępne są:
- bezpłatny parking
- bezpłatny WC
- Szkoła Narciarstwa i Snowboardu „Kaniówka Ski”
- wypożyczalnia sprzętu narciarskiego
- karczma oraz w pobliżu karczmy „U Dziubasów” i „Litworowy Staw”
- liczne kioski z lokalnymi wyrobami.

## Operator
Operatorem ośrodka jest Stacja Narciarska Kaniówka Dziubas Władysław Wodziak Stanisław sp.j. z siedzibą w Białce Tatrzańskiej, Kaniówka 19.

## Historia
Trzy wyciągi orczykowe na Kaniówce działały od wielu lat, ich operatorem była spółka cywilna „Wyciągi Narciarskie Spółka Cywilna Dziubas Władysław, Wodziak Stanisław”. Spółka jawna została zarejestrowana w KRS 28 marca 2012 roku. Wyciąg krzesełkowy uruchomiono w sezonie 2012/2013.